# Glock 35
Glock 35 (kratica G35) je polavtomatska pištola avstrijskega koncerna GLOCK Gmbh.

## Zgodovina
Pištola je nastala v avstrijskem podjetju Glock Gmbh. Nastala je zaradi potreb športnih strelcev po orožju, ki bi uporabljalo močno strelivo in bi imelo kljub temu veliko kapaciteto okvirja.

## Opis
Glock 35 je v bistvu izpeljanka pištole Glock 34, od katerega se loči le po večjem kalibru (Glock 34 je narejen v kalibru 9 mm Luger). Pištoli sta nastali zaradi želje IPSC strelcev in so tudi narejene za standardno skupino te panoge. Pištola ima vgrajen striker, ki zamenjuje udarno kladivo in iglo. Ima modificiran Peter/Browningov cevni zaklepni mehanizem; »safe action semi-double action« sprožilni sistem in tri tovarniško vgrajene varovalke, ki omogočajo varno nošnjo. Pištola ima heksagonalno cev z desnim navojem, kar podaljšuje življenjsko dobo cevi in povečuje natančnost.
Glock 35 ima polimerično ogrodje, cev, zaklep in večina notranjih delov pa je iz ojačenega jekla. Pištola ima dokaj široko ležišče naboja, kar je po eni strani prednost, ker orožje sprejme vsak naboj (tudi ponovno napolnjen) brez težav. Težave pa so nastale, ker so tulci tega naboja pretanki za večkratno polnjenje (po določenem številu polnjenj na spodnjem robu postanejo sodčkasti) in jim izvlekač praznih tulcev odtrga dno, pri čemer sila smodniškega polnjenja zlomi tudi sam izvlekač. Takih nabojev ostale pištole ne sprejmejo, ker imajo manjšo toleranco ležišča naboja, zato naboj ne »sede« v ležišče, kar prepreči zapiranje zaklepa.